# Sabrina Tavernise
Sabrina Tavernise (Hartford, 24 de fevereiro de 1971) é uma jornalista estadunidense. Atuou como correspondente de guerra do jornal The New York Times no Líbano, no Iraque e na Rússia, incluindo a Invasão da Ucrânia pela Rússia em 2022. Também atua como apresentadora do podcast The Daily.

## Biografia

### Primeiros anos e formação acadêmica
Sabrina nasceu em Hartford, capital de Connecticut, mas cresceu em Granville, vila em Massachusetts, onde frequento no ensino médio a Westfield High School. No ano de 1993, formou-se em estudos sobre a Rússia no Barnard College, unidade da Universidade Columbia.
No ano de 1995, mudou-se para Magadan, na Rússia, onde gerenciou um centro de treinamento empresarial financiado pela Agência dos Estados Unidos para o Desenvolvimento Internacional.

### Atuação
No ano de 1997, mudou-se para capital Rússia, Moscou, Tavernise foi redatora autônoma para publicações como a BusinessWeek. Entre os anos de 1997 e 1999, trabalhou para a Bloomberg News.
Em 2000, foi contratada pelo The New York Times como correspondente em Moscou; de 2003 a 2007, trabalhou no Iraque, onde sua cobertura incluiu a Violência sectária no Iraque. Mais tarde, mudou-se para o Paquistão e a Turquia, como chefe do escritório em Istambul. Com carreira no jornal, em 2010, retornou aos Estados Unidos, cobrindo dados demográficos e foi a principal redatora do jornal no censo dos Estados Unidos de 2010, capturando as principais mudanças demográficas em andamento nos Estados Unidos, inclusive em mortalidade e fertilidade, raça e etnia.
Em março de 2022, Sabrina juntou-se a Michael Barbaro como a segunda apresentadora do podcast The Daily do The New York Times, após realizar matérias sobre a invasão russa da Ucrânia.

## Prêmios
No ano de 2003, recebeu uma menção honrosa no prêmio Kurt Schork, que reconhece coberturas jornalísticas internacionais, por "sua profundidade e visão humana na cobertura da Rússia".